# 細川鉅
細川 鉅（ほそかわ つよし、1895年（明治28年）6月21日 - 没年不明）は日本の実業家である。野村證券に務めた後、野村財閥直系・航空用ガソリンメーカーであった帝国潤滑油社長を務めた。広島県庄原市出身。

## 経歴

### 生い立ち
1895年（明治28年）広島県比婆郡東城町（現：庄原市）の細川平左衛門の次男として出生する。1908年（明治44年）地元に近い旧制岡山県立高梁中学（現：岡山県立高梁高等学校）へ進学し、1914年（大正3年）に同校を卒業する。その後、岡山市にある旧制第六高等学校へ進学する。1918年（大正6年）に同校を卒業する。同年、京都帝国大学法科大学政治経済学科へ進学。1921年（大正9年）京大を卒業する。

### 大学卒業後
卒業後、すぐに広島県の実家である細川医院で勤務する。実家で事務員として約3年程度勤務した後、大阪に本社を構える藤本ビルブローカー銀行へ転職する。同社の神戸支店支配人代理となる。1927年（昭和2年）に野村證券へ転職する。同社では、東京支店の金融課長調査役を経て、次長となり、1941年（昭和16年）46歳で東京支店経理部長となる。
1943年（昭和18年）10月に野村財閥が帝国潤滑油を設立する。同社は航空用ガソリンメーカーであり、この時、日本は第二次世界大戦中でもあり、航空機の燃料重要が高まっていた。この会社の社長に、当時野村證券東京支店の部長であった細川が指名される。大戦終了後も、同社の社長を1950年（昭和25年）55歳まで務めた。
定年退職後は、繊維メーカーであった廣橋蚊帳合名会社の監査役となる。1970年（昭和45年）75歳まで務めていた。